# Dẽ lưng đen
Dẽ lưng đen (danh pháp hai phần: Calidris temminckii) là một loài chim trong họ Scolopacidae.
Môi trường sống sinh sản của loài chim này là đầm lầy trong rừng taiga của Bắc Cực Bắc Âu và châu Á. Nó sinh sản ở miền nam Scandinavia và đôi khi Scotland. Nó làm tổ trong một cạo trên mặt đất, đẻ 3-4 trứng. Đây là loài di cư mạnh mẽ, trú đông tại các địa điểm nước ngọt ở vùng nhiệt đới châu Phi, Tiểu lục địa Ấn Độ và các bộ phận của Đông Nam Á.
Chúng tìm thức ăn gia súc trong bùn mềm với một số thảm thực vật, chủ yếu là chọn thức ăn bằng mắt. Chúng chủ yếu ăn côn trùng và động vật nhỏ khác. Chúng không thích giao du như lội Calidris khác, và hiếm khi tạo thành đàn lớn.
Đây là loài chim lội rất nhỏ, dài 13,5–15 cm.

## Hình ảnh

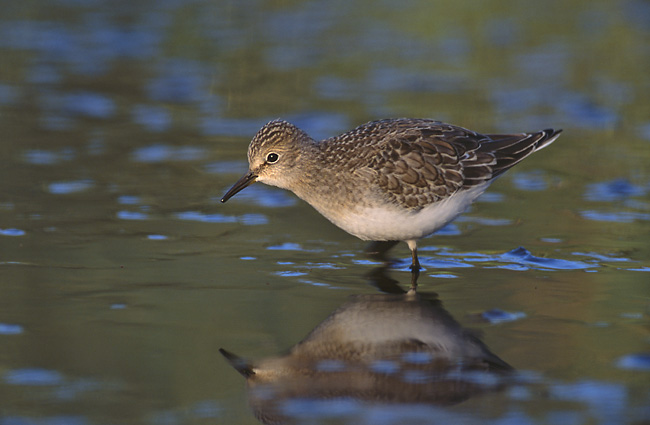
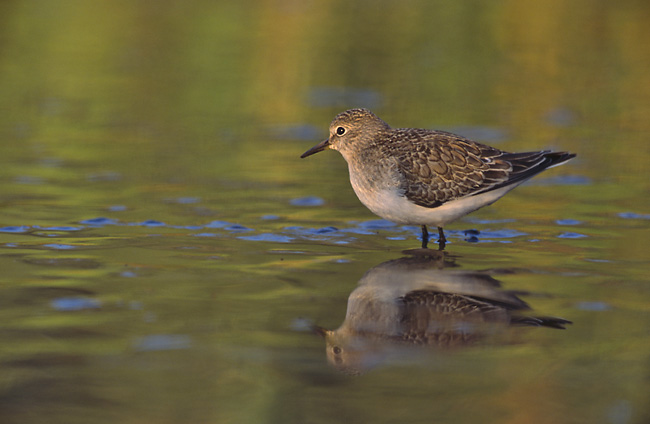
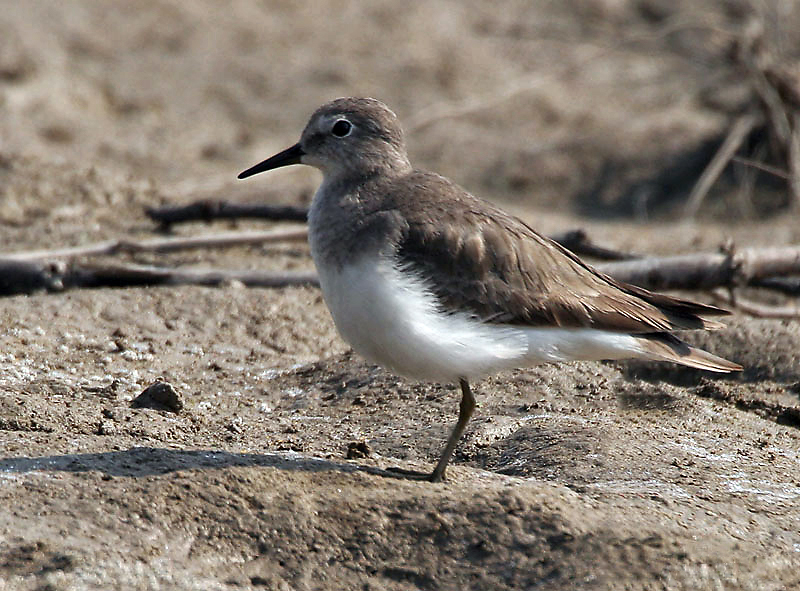
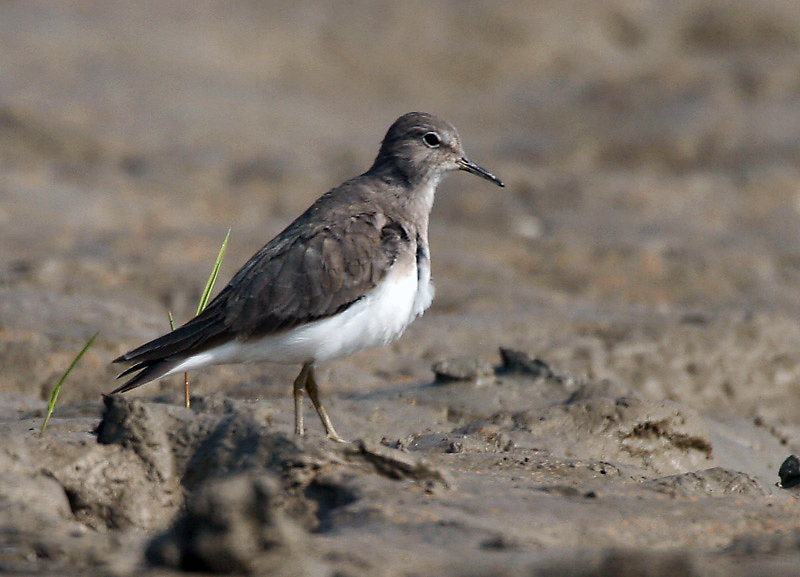
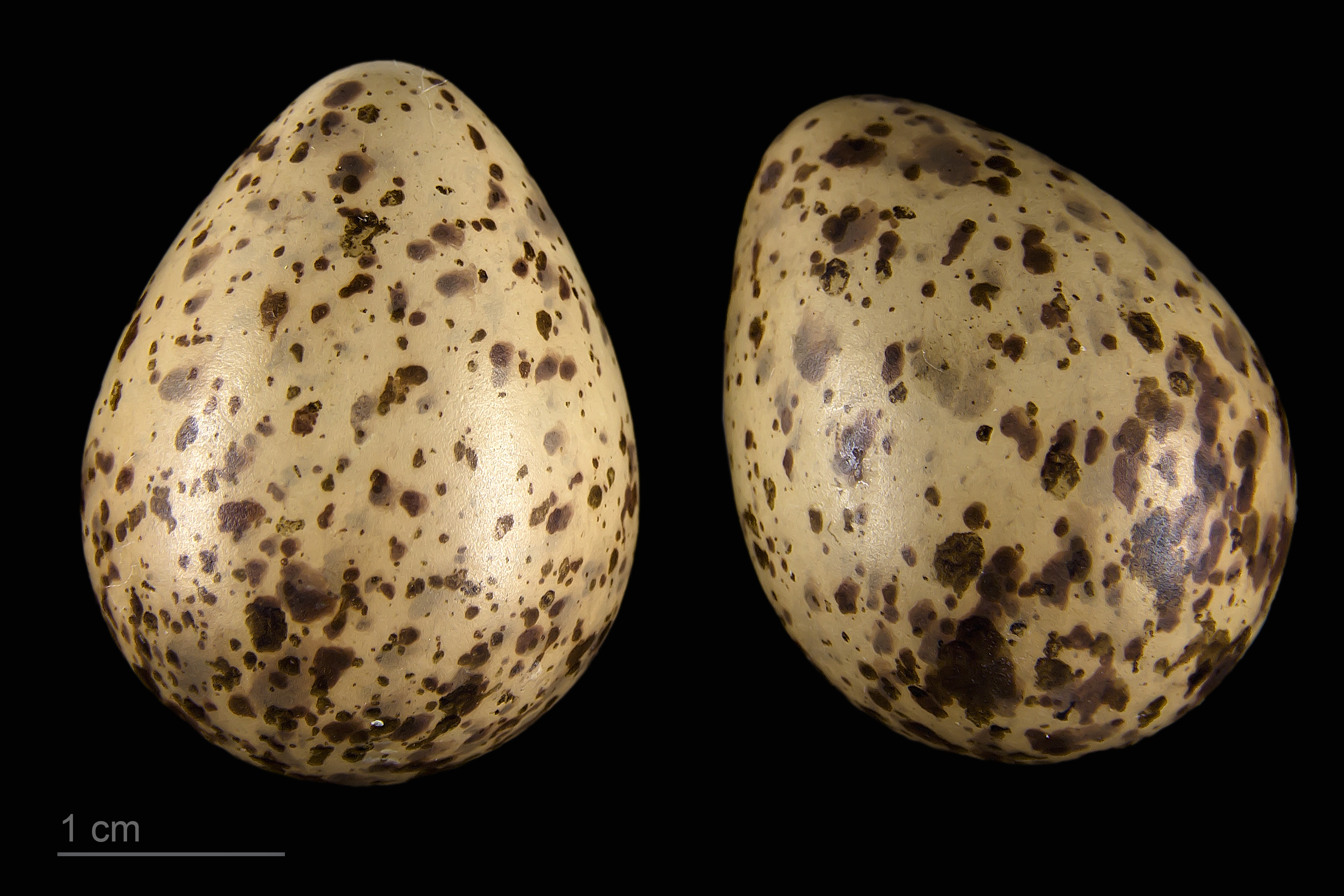
Museum specimen